# Сан Бартоломео (Ђенова)
Сан Бартоломео је насеље у Италији у округу Ђенова, региону Лигурија.
Према процени из 2011. у насељу је живело 969 становника. Насеље се налази на надморској висини од 226 м.